# Mount Shideler
Mount Shideler ist ein 820 m hoher Berg in der antarktischen Ross Dependency. Auf der Edward-VII-Halbinsel ragt er in den Rockefeller Mountains 1,5 km südöstlich des Mount Fitzsimmons auf.
Entdeckt wurde er am 27. Januar 1929 während eines Überfluges bei der ersten Antarktisexpedition (1928–1930) des US-amerikanischen Polarforschers Richard Evelyn Byrd. Die Benennung erfolgte bei der ebenfalls von Byrd geleiteten United States Antarctic Service Expedition (1939–1941). Namensgeber ist der US-amerikanische Geologe William Henry Shideler (1886–1958), Gründer des Lehrstuhls für Geologie an der Miami University in Oxford, Ohio.